# 徐堯莘
徐堯莘（1545年—1620年），字汝聘，號賓嶽，直隸安慶府潛山縣人，明朝政治人物。

## 生平
萬曆四年（1576年）丙子科鄉試二十三名舉人，萬曆十四年（1586年）丙戌科會試一百六十四名，登二甲第二十七名進士。户部观政，初授户部主事，主榷潯陽。萬曆二十年（1592年），升湖广永州府知府。父喪去職。守喪期滿，补衡州府知府，转调荆州府。萬曆二十九年（1601年），升山東副使，兵备辽阳。萬曆三十一年（1603年）升广东岭南道。萬曆三十五年（1607年），补山东粮储右參政，陞廣東按察使。官至廣西布政使。

## 墓葬
徐尧莘墓至今尚存，在余井镇进士村青楼组43号房舍右侧一土岗上。墓地座东南，朝西北，為夫妻合葬墓。

## 家族
曾祖徐仲鏞；祖父徐偉；父徐杲，曾任生員。母劉氏；繼母劉氏。具庆下。兄堯善。弟堯思、堯年、堯中（生员）、堯臣。